# 瓦せんべい
瓦せんべい（かわらせんべい）は、瓦に見立てて作られた日本の伝統的な焼き菓子である。

## 概要

神戸の伝統菓子『瓦せんべい』SY-101

砂糖で味付けされた甘い素焼きの煎餅である。堅焼きのものが一般的だが、柔らかく仕上げた「やわらか焼」も製造されている。屋根瓦を模した、角に切欠きのある四角形を湾曲させた形状で、大きさは手のひら大から実際の瓦のサイズまで様々である。表面には、何らかの図案や文字が焼印による焦げ目で描かれていることが多い。例外として新潟県（有）本間製菓が市販しているものは、小判型の薄焼きである。
基本的な原材料は砂糖、小麦粉、卵である。風味付けに胡麻などを加えることもある。カステラの原材料に近いことから、純然たる和菓子と言うよりは、ハイカラな洋菓子の趣のある菓子「ハイカラせんべい」「贅沢せんべい」として生まれたとの説が有力である。
港町神戸において、洋菓子文化が定着する礎を築いた伝統菓子である。

## 由来
兵庫県神戸市や香川県高松市で郷土菓子として製造販売されており、それぞれに起源の説明がされ、元祖を名乗る製造業者も複数ある。
神戸では1873年に創業した亀井堂総本店が元祖を名乗っており、創業者の松井佐助が1868年に開港地だった神戸の特性を生かして開発したもので、瓦の形状は江戸から明治時代にかけ新築祝いとして根付いていた瓦そのものの贈答文化や、瓦の特徴であるアーチ構造を採用したという説、又は創業者の文化趣味であった瓦収集に由来すると説明している。
他方で高松では、宗家くつわ堂などが讃岐名物として販売しており、和三盆の産地と言う特性を生かして開発されたもので、高松城の瓦を模した菓子だと説明している。

## 参考資料
1. 1 2  亀井堂総本店 - 瓦せんべいとは
2. ↑  宗家くつわ堂